# Gertrud Kantorowicz
Gertrud Kantorowicz (Poznan, 1876 - gueto de Theresienstadt, abril de 1945) fue una historiadora del arte, poeta y traductora alemana.

## Biografía
Nació en Poznan en 1876. Se trasladó a Berlín, donde se convirtió en una de las primeras mujeres en toda Alemania en obtener un doctorado en Humanidades. Allí conoció a Stefan George y se convirtió en la primera mujer en publicar en su Blätter fur die Kunst. Mantuvo una relación cercana desde 1898 hasta 1914. Asimismo, se convirtió en discípula, asistente y amante secreta de Georg Simmel. En 1907 tuvo una hija con él, hecho que se ocultó hasta el fallecimiento de este en 1918. Antes del estallido de la Primera Guerra Mundial, publicó un estudio acerca de la escuela sienesa del siglo XV y una traducción al alemán de la Evolución creativa de Henri Bergson.
Retomó el contacto con George a mediados de la década de los veinte. Su trabajo sobre las fundaciones conceptuales del arte clásico griego no se publicó hasta después de su fallecimiento. Aunque se encontraba en Inglaterra en 1938, decidió regresar a Alemania durante la crisis checoslovaca. Ya comenzada la guerra, logró hacerse con una plaza en el Skidmore College estadounidense, pero no pudo abandonar el país germano de manera legal. Junto con su tía, madre de Ernst Kantorowicz, trató, de manera infructuosa, de cruzar la frontera con Suiza cerca de Bregenz. Desde allí la enviaron al gueto de Theresienstadt, donde falleció en abril de 1945.

## Obras
- (ed.) Fragmente und Aufsätze: aus dem Nachlass und Veröffentlichungen der letzten Jahre [Fragmentos y ensayos: de cuadernos y publicaciones de años recientes], por Georg Simmel
- Vom Wesen der griechischen Kunst [Acerca de la naturaleza del arte griego], 1961. Translated into English by J. L. Benson as The inner nature of Greek art, 1992
- Lyrik: kritische Ausgabe [Letras: edición crítica], ed. Philipp Redl, 2010.

### Citas
1. 1 2  «Guide to the Gertrud Kantorowicz letters and poems, 1907-1948, 2008» (en inglés). Center for Jewish History. Consultado el 24 de enero de 2019.
2. ↑  Weber, 1988, p. 41.
3. 1 2  Lerner, 2011, pp. 56-77.